# ایدو لفلر
ایدو لفلر (انگلیسی: Ido Leffler؛ زادهٔ ۱۹۷۷) سرمایه‌گذار، کارآفرین، سرگرمی‌ساز، بشردوست و نیکوکار اسرائیلی-استرالیایی و بنیان‌گذار چندین شرکت است که در زمینهٔ ساخت مدرسه برای کودکان، تأمین غذا برای کودکان گرسنهٔ آفریقایی و احداث زمین بازی و مراکز سرگرمی برای کودکان فعال است. وی از سال ۱۹۹۹ میلادی تاکنون مشغول فعالیت بوده‌است. مجلهٔ فست کامپانی وی را یکی از «خلاق‌ترین افراد» نامیده‌است.